# Store Magleby Kirke
Store Magleby Kirke ligger på Kirkevej 6 i Store Magleby i Dragør Kommune.

## Historie
Kunstmaleren Thomas Kluge har fået en bestillingsopgave til at udfærdige maleri til altertavle i 2010.

## Kirkebygningen
- Spir
- Mindeplade for ombygning 1731
- Mindesten for den sidste hollandsktalende præst
- Gravsten for Peder S. Smidt og hustru

### Literatur
- Danmarks Kirker, København Amt, bind 1: Store Magleby kirke. s.306-319 (Hæfte 3), Nationalmuseet 1944